# Bodilus kaznakovi
Bodilus kaznakovi är en skalbaggsart som beskrevs av Frolov 2001. Bodilus kaznakovi ingår i släktet Bodilus och familjen Aphodiidae. Inga underarter finns listade.